# Рибалочка строкатий
Рибалочка строкатий (Ceryle rudis) — вид сиворакшоподібних птахів родини рибалочкових (Alcedinidae). Це єдиний представник монотипового роду Строкатий рибалочка (Ceryle).

## Опис
Загальна довжина становить 25 см при вазі 68-100 г у самця і 71-110 г — у самиці. Статура легка, дзьоб відносно тонкий. Довжина крила самців — 137—144 мм, самиці — 138—145 мм; довжина хвоста самця — 69-77 мм, самиці — 70-79 мм; довжина дзьоба самця — 58-68 мм, самиці — 57-65 мм; довжина цівки самця — 10,9-12,2 мм, самиці — 11-12,6 мм.
Забарвлення чорно-біле, дуже строкате, на крилах і хвості розвинений складний малюнок, хохол не розгортається віялом, є біла брова і чорна маска. Самиця відрізняється від самця одинарною, а не подвійною (як у самців) чорною перев'яззю на білих грудях. Райдужна оболонка і дзьоб чорні, ноги сірі. Молоді птахи першого року життя (до першої ліньки) забарвленням нагадують самицю. У цьому віці самців і самиць відрізняють за великою (у самців) або меншою (у самиць) кількістю пір'я з чорними краями на грудях.

## Спосіб життя
Віддає перевагу узбережжям озер, широких річок, естуаріїв, до висоти 1800 м над рівнем моря. На відміну від більшості своїх родичів, виглядає рибу не з присади, а в польоті над водою. Це єдиний вид зимородків, який регулярно живиться на значній відстані від берегів. Голос різкий, схожий на голос дятла.
Активний протягом світлих годин доби. Час найбільшої активності — ранні ранкові і вечірні години, хоча під час годування пташенят птах полює протягом всього дня. Живиться переважно рибою, здебільшого мальками, які збирається біля поверхні води. У раціоні трапляються також жаби та пуголовки, креветки, водні комахи, павуки та інші членистоногі. Побачивши здобич, рибалочка кидається вниз із висоти 2-8 м, іноді повністю занурюючись у воду. Результативність полювання дорослих птахів — 75-80 %, молодих — 15-40 %.
Линяння у східних підвидів і в північних частинах ареалу номінативного підвиду вивчене недостатньо. В останніх махові і контурні пір'я замінюються здебільшого в грудні-лютому. В Єгипті линяння махових відбувається в травні-січні, в Середній Азії — в липні-березні. У південноафриканських популяцій номінативного підвиду послідовність зміни махових така: V-VI-VII-IV-VIII-III-XI-II-XI. Завершується зміна махових пір'їн до початку гніздового сезону. Контурні пір'їни у дорослих особин замінюються протягом всього позагніздового сезону.
Цьому рибалочці властива складна соціальна організація. Трапляється парами, сімейними групами, колоніями до 100 і більше пар. Кожна пара, зайнята виведенням пташенят, користується додатковою допомогою дорослих особин, кількість яких може досягати 4. Іноді помічниками стають підрослі нащадки пари, які народилися торік, зрідка помічники сприяють абсолютно чужим особинам.
Гніздиться в обривах і схилах, іноді на відстані 1 км від водойми. Нори короткі, до 50 см, гніздова камера діаметром 24 см, заввишки 15 см. У кладці від 1 до 7 яєць (зазвичай 4-5), висиджування триває 18 днів, вигодовування — 23-26 днів.

## Поширення
Розповсюджений в Африці південніше і східніше пустелі Сахара. В Азії трапляється від Туреччини, де вид поширений до узбережжя Середземного і Чорного морів, до Ізраїлю, Лівану, північного Ірану, північного Іраку, центрального Афганістану і Пакистану. Ареал також повністю охоплює Індію та Шри-Ланку. У Китаї північний кордон доходить до підніжжя Гімалаїв, Тибету, йде уздовж долини річки Янцзи до Східно-Китайського і Південно-Китайського морів. На південь трапляється до океанічного узбережжя Південної Азії і о. Хайнань.

## Підвиди
- C. r. syriacus Roselaar, 1995 — Туреччина, Близький Схід, Іран
- C. r. rudis (Linnaeus, 1758) — Африка північніше (Єгипет) та південніше пустелі Сахара
- C. r. leucomelanurus Reichenbach, 1851 — Від Афганістану до західного Китаю та В'єтнаму
- C. r. travancoreensis Whistler, 1935 — південно-західна Індія
- C. r. insignis Hartert, 1910 — південний та південно-східний Китай.